# Puente de cadenas del zar Nicolás
El puente de cadenas del zar Nicolás (o puente de cadenas nikolaevsky; en ucraniano: Миколаївський ланцюговий міст; en ruso: Николаевский цепной мост) fue un puente de cadenas que cruzaba sobre el río Dniéper en Kiev. Inaugurado en 1855, fue demolido en 1920.

## Historia

### SigloXIX
El puente fue diseñado por el ingeniero británico Charles Blacker Vignoles. La construcción comenzó en 1848 y se completó en 1853. El puente, con una longitud total de 776 m era por entonces el más largo de Europa. Un modelo plateado del puente se presentó en la Gran Exposición de Londres.
Nikolái Leskov escribió sobre las celebraciones que marcaron la apertura del puente. Uno de los episodios de la construcción del puente está relacionado con la historia en la que Leskov basó la famosa historia "El ángel sellado":

Un incidente como el descrito en la historia nunca sucedió en Kiev, es decir, los viejos creyentes no robaron ningún icono y no lo llevaron por las cadenas a través del Dnieper. Solo es cierto lo siguiente: una vez, cuando las cadenas ya estaban tendidas, un albañil de Kaluga, con la autorización de sus camaradas, fue durante los maitines de Pascua desde la orilla de Kiev a la de Chernigov por las cadenas, pero no con el icono, sino a por vodka, que al otro lado del Dnieper se vendía mucho más barato.

Un mapa de 1879 de Kiev, que muestra el puente ferroviario y el puente del zar Nicolás, entonces las únicas estructuras permanentes a través del río Dniéper

Pórticos con forma de arcos de medio punto con torres de estilo gótico inglés fueron construidos sobre cinco pilares revestidos de granito. Se colocaron  unos soportes especiales sobre las torres, a través de los que pasaban las cadenas de eslabones de hierro. El tablero del puente estaba formado por vigas de celosía, que estaban unidas a las cadenas con barras de hierro. El tablero era de madera, y la cimentación de los apoyos intermedios estaba ejecutada mediante hormigón en masa colocado directamente sobre el terreno excavado sujeto con muros.
Para el paso de los barcos, el puente disponía de un puente móvil situado cerca de la margen derecha, que se ponía en movimiento mediante un giro circular con la ayuda de tan solo cuatro personas. No siempre era necesario accionarlo, puesto que los barcos de aquella época normalmente pasaban por sin problemas por debajo del puente de cadenas, y solo en primavera, cuando el nivel del agua subía significativamente, tenían que recurrir al paso por el puente móvil.

### SigloXX
En 1920, durante la guerra polaco-soviética, el puente fue volado por las tropas polacas en retirada. Fue restaurado sobre la base de dibujos antiguos de Evgeny Paton y se inauguró de nuevo en 1925 con el nombre de Puente Yevguenia Bosh. Paton había cambiado significativamente su estructura y la había elevado varios metros, por lo que el puente Yevgenia Bosch puede considerarse como una nueva estructura.
A su vez, el puente Yevgenia Bosch fue demolido el 19 de septiembre de 1941 por las tropas soviéticas en retirada, y nunca se reconstruyó después de la guerra. En 1965, en lugar del antiguo puente de las cadenas, se construyó el nuevo puente del Metro de Kiev.